# ارتشتار
اَرتِشتار، دومین طبقه از طبقات جامعهٔ ایران باستان بود. واژهٔ ارتشتار در اوستا به صورت رتشتار آمده که از دو جزء رته به معنی «گردونه» و شتار از ریشهٔ ستا به معنی «ایستادن» ساخته شده‌است. این نام در منابع مختلف به معنی گردونه‌ران، رزمندهٔ گردونه‌سوار، ایستنده بر گردونه و اسب‌سوار آمده‌است. این واژه در شاهنامهٔ فردوسی به صورت نیساریان آمده‌است. نیساریان ریشهٔ فارسی ندارد و تحریف‌شدهٔ واژهٔ تشتاریان و کوتاه‌شدهٔ کلمهٔ ارتشتاریان است.
در اوستا، جنگاوران یکی از بزرگ‌ترین نیروهای مزدیسنا هستند. در بندهش، در روایت آفرینش گیتی توسط اهوره‌مزدا و به هنگام حملهٔ اهریمن، مینوی آسمان همچون ارتشتاری به نبرد با اهریمن پرداخت و اهوره‌مزدا فروهرهای ارتشتاران پرهیزگار را برای رویارویی با اهریمن پیرامون باروی آسمان بگمارد. ایزدباد ــ وای ــ که ارتشتاران سالار دیگر ایزدان است، در این نبرد جامه‌ای گوهرنشان و سرخ بر تن دارد که لباس ارتشتاران است.
جایگاه این طبقه در میان طبقات دیگر در منابع اسلامی همواره یکسان نیست. بلعمی لشکریان را در طبقه‌بندی خود در مرحلهٔ اول آورده‌است و اشاره‌ای هم به روحانیان ندارد. مسعودی طبقهٔ سوم را به جنگجویان اختصاص داده، و در شاهنامهٔ کهن، ترجمهٔ غرر السیر ثعالبی نیز اولین گروهی که در جمع طبقات نام برده شده‌است، لشکریان هستند.
کشتن و جلوگیری از هجوم دشمن به مرز و بوم خویش از صفات ارتشتاران است و عیوبی که باید از آنها بپرهیزند، عبارت‌اند از: ستمکاری، آزار، پیمان‌شکنی، نابخشایندگی، خشونت، تکبر و خوار شمردن دیگران.
تحقیقات باستان‌شناسی نشان می‌دهد که استفاده از ارابه‌های جنگی در سرزمین‌های ایرانیان به هزاره سوم پیش از میلاد برمی‌گردد. اوستا سخن از ارابه‌های جنگی می‌کند که آنها را رتشتا می‌نامد. با این حال در یشت ۱۰٫۱۱، کلمه باید معنی «جنگجوی سوارکار» بدهد. از اینرو گرشویچ به‌طور متقاعد کننده‌ای استنباط می‌کند که باید از این کلمه معنی جنگجو را دریافت.

## در فارسی نو
کلمه فارسی «اَرتش» که برگرفته از کلمه اَرتشتار است، با درک نادرست ساخته شده‌است. این تصور غلط نشئت‌گرفته از تفسیر معنایی کلمه اَرتشتار به صورت «ارتش‌دار» به معنیِ «دارندهٔ ارتش» صورت گرفته‌است.
فرهنگستان زبانِ فارسی که توسط رضاشاه تأسیس گشت، در درک معنی اَرتشدار دچار اشتباه شد و کلمه مشتق «اَرتش» فارسی را از آن ساخت. این خطا به صورت رسمی پذیرفته شد و نظامیان ایرانی از آن زمان به بعد، ارتش نام گرفت.

## تحقیقات باستان‌شناسی
تحقیقات باستان‌شناسی نشان می‌دهد که استفاده از ارابه در سرزمین ایران به هزارهٔ سوم پیش از میلاد بازمی‌گردد. گرچه اوستا از ارابه‌ران به عنوان raθaēštā سخن می‌گوید، با این حال، این کلمه به معنی «جنگجوی سوارکار» است. از اینرو، گرشویچ به‌طور متقاعدکننده‌ای استنباط می‌کند که این کلمه عموماً در زمینه جنگجو کاربرد دارد.

## لاتین
1. ↑  raθaēštar-
2. ↑  raθa-
3. ↑  štar-
4. ↑  stā-
5. ↑  raθaēštā